# Saint-Macaire-du-Bois
Saint-Macaire-du-Bois – miejscowość i gmina we Francji, w regionie Kraj Loary, w departamencie Maine i Loara.
Według danych na rok 2010 gminę zamieszkiwało 436 osób, a gęstość zaludnienia wynosiła 33 osób/km².